# Atakebune

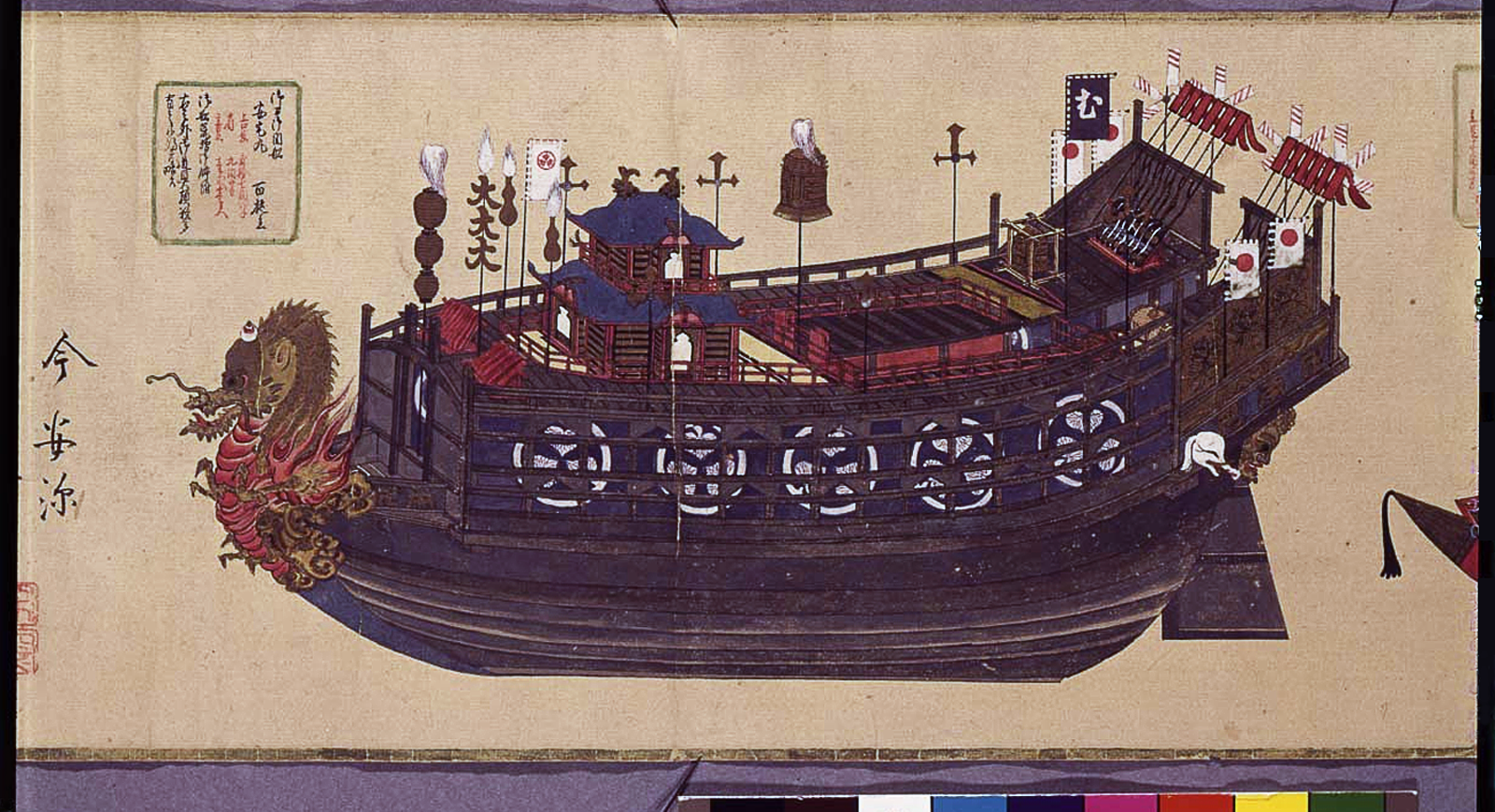
Ein japanisches Atakebune-Küstenkriegsschiff aus dem 16. Jahrhundert

Atakebune (jap. 安宅船/阿武船) waren große japanische Kriegsschiffe im 16. und 17. Jahrhundert.
Der Kriegsschiffbau in Japan erlebte in der Sengoku-Zeit einen Höhepunkt, da die um die Vorherrschaft streitenden Feudalherren riesige Küstenflotten von mehreren hundert Schiffen aufbauten. Die größten dieser Schiffe wurden Atakebune genannt. 
1576 ließ Oda Nobunaga sechs Ōatakebune (大安宅船, dt. „Groß-Atakebune“) bauen, die der Bericht des Abts von Tamon’in (多聞院日記, Tamon’in nikki) als Eisenschiffe (鉄甲船, Tekkōsen) bezeichnete. Dem Historiker Stephen Turnbull zufolge soll dies nicht bedeuten, dass der Schiffskörper aus Eisen konstruiert war, wie das bei späteren Panzerschiffen der Fall war, sondern dass ihr Oberbau mit Eisenplatten gegen feindlichen Beschuss verstärkt worden sein könnte. Der Jesuit Luís Fróis, der die Schiffe ebenfalls gesehen und beschrieben hat, erwähnt jedoch keinerlei Eisenpanzerung.
Die Atakebune waren mit mehreren Kanonen und Arkebusen bewaffnet. Oda besiegte mit ihnen im Jahre 1578 in einer erfolgreichen Seeblockade in der Mündung des Kizu bei Ōsaka die Marine der Mōri.
Diese Schiffe kann man eher als schwimmende Festungen oder Batterien ansehen, denn als echte Kriegsschiffe. Sie wurden nur für Küstenoperationen genutzt und wurden durch Ruder angetrieben.